# Bjørn Tore Kvarme

Bjørn Tore Kvarme, né le 17 juin 1972 à Trondheim (Norvège), est un footballeur norvégien, qui évoluait au poste de défenseur au Rosenborg BK et en équipe de Norvège.
Berg n'a marqué aucun but lors de son unique sélection avec l'équipe de Norvège en 1997. 
Il prend sa retraite de footballeur professionnel le 2 juillet 2008.

## Biographie

### L'arrivée au plus haut niveau
À l'âge de 19 ans, Bjørn Tore Kvarme signe au Rosenborg BK, en provenance d'un petit club de Trondheim, Utleira. Il y joue six saisons et remporte pas moins de cinq titres de champion de Norvège et deux coupes nationales. Dur comme un roc et connu pour sa grande rigueur, il attire l'attention de nombreux clubs européens grâce à ses performances en Ligue des Champions notamment.
C'est à Rosenborg, qu'il adopte le surnom de The 24 hour pro athlete, parce qu'il était toujours professionnel dans tous les sens du terme, dira de lui Bjørn Hansen. (voir lien)

### Liverpool
Lors du mercato d'hiver 1997, Liverpool recherche un défenseur polyvalent, capable d'évoluer aussi bien dans l'axe que sur les côtés et parlant déjà l'anglais afin de faciliter son acclimatation pour remplacer le populaire John Scales parti à Tottenham. 
Sur les conseils de son ami norvégien, Stig Inge Bjørnebye, lui aussi joueur de Liverpool, Kvarme signe un contrat de trois ans. Après de bons débuts, il pousse le sélectionneur d'alors, Egil Olsen, à l'appeler disputer un match amical contre la Colombie en octobre 1997. 
Malheureusement, il sera difficile pour lui de s'imposer comme un titulaire indiscutable sur les bords de la Mersey et ne prendra part qu'à 54 matchs toutes compétitions confondues en deux saisons.

### Un Viking chez les Verts
Pour l'AS Saint-Étienne de retour en première division, il était important de construire l'équipe sur des bases solides. Robert Nouzaret a donc décidé de faire appel à Kvarme, très content de trouver un club dans lequel il pourra se relancer et, pourquoi pas, retrouver la sélection de son cœur. Gérard Houllier le vend et dès lors, il retrouve sa confiance, son football, et s'impose très facilement, sur le côté droit stéphanois, formant avec le capitaine Jean-Guy Wallemme, Lucien Mettomo et Lionel Potillon, une défense redoutée. Il termine sa première saison dans le Forez, à une très belle sixième place.
Sa deuxième saison sera beaucoup plus compliquée. En effet, après de très mauvais débuts en championnat, la perte d'Aloísio sur blessure ainsi que l'affaire des faux-passeports, le club se trouve en mauvaise posture. 
Et la galère n'en finit pas pour Bjørn Tore, qui doit quitter le club quelques semaines pour rester aux côtés de sa femme, en Norvège, très malade. Réputé pour sa grande gentillesse, il demande au président de l'époque, de ne pas lui verser son salaire le temps de son absence.
Il rentre à Saint-Étienne pour la fin de saison mais ne parvient pas à sauver le club de la deuxième division, qui a perdu 7 points dans l'affaire des faux-passeports...

### La Real Sociedad
À 29 ans, Bjørn Tore Kvarme ne veut pas poursuivre l'aventure avec Saint-Étienne et pense à sa carrière personnelle. Il débarque à la Real Sociedad, où il rejoint un certain John Toshack, qui l'a entraîné quelques mois auparavant chez les Verts. Il s'impose comme un des meilleurs défenseurs de Liga et termine même à la seconde place du championnat, en 2003, sous les ordres de Raynald Denoueix, avec comme coéquipiers, le Serbe, Darko Kovačević, le Turc, Nihat Kahveci, le Russe, Valeri Karpin, et le gardien néerlandais, Sander Westerveld. Il retrouve la ligue des champions, en 2003-2004, allant jusqu'en huitième de finale, son club éliminé sur le fil par l'Olympique lyonnais.

### Kvarme en Corse
Âgé de 32 ans, et en fin de contrat, la Real Sociedad ne lui propose pas de nouveau contrat. Il quitte le club afin de s'engager, à l'été 2004, avec le SC Bastia. Au bout de six mois plutôt moyens, sa famille le pousse à rentrer finir sa carrière en apogée dans son club de cœur, le Rosenborg BK.

### Le retour tant attendu... Huit ans plus tard
Il quitte Bastia, en janvier 2005, d'un commun accord avec les dirigeants corses. Deux clubs norvégiens majeurs se manifestent alors: le Lyn Oslo et Rosenborg BK. La concurrence est difficile, voire impossible pour Lyn et, logiquement, Bjørn Tore rentre chez lui.
Jouant régulièrement, se refaisant même une petite santé, il devient champion de Norvège, en 2006, pour la sixième fois.
Cependant, à la fin de la saison 2007, très moyenne en championnat, il annonce qu'il prendra sa retraite en décembre de cette année. Malgré les blessures et son temps de jeu qui commence à baisser, son club lui propose un dernier contrat, le temps de trouver un remplaçant à la hauteur. Il prolonge d'un an et demi, soit jusqu'en juillet 2008. Il vivra quelques bons derniers moments comme, par exemple, une victoire au stade Mestalla de Valence en coupe de l'UEFA. Il jouera son dernier match à domicile en championnat, face au club de Bodø Glimt, le 2 juillet 2008.

## Clubs
- 1991-1997 : Rosenborg
- 1997-1999 : Liverpool
- 1999-2001 : AS Saint-Étienne
- 2001-2004 : Real Sociedad
- 2004-2005 : Bastia
- 2005-2008 : Rosenborg

## Équipe nationale
Bjørn Tore Kvarme ne compte qu'une seule sélection en équipe nationale, obtenue le 8 octobre 1997, lors du match nul de la Norvège face à la Colombie, à Oslo. Il explique qu'il n'a jamais vraiment eu de chance. À ses débuts, la défense en place était très bonne et il lui était difficile de s'imposer sous les ordres d'Egil Olsen (1990-1998 à la tête de la Norvège). Mais quand ce dernier quitta son poste après la coupe du monde 1998, Kvarme déclina poliment toutes les sélections de Nils Johan Semb (1998-2003), à cause de la santé difficile de sa femme qu'il ne souhaitait quitter trop longtemps. 

## Palmarès

### En équipe nationale
- 1 sélections et 0 but avec l'équipe de Norvège en 1997.

### Avec Rosenborg BK
- Vainqueur du Championnat de Norvège de football en 1992, 1993, 1994, 1995, 1996 et 2006.
- Vainqueur de la Coupe de Norvège de football en 1992 et 1995.

## Anecdotes
- À Saint-Etienne, il est devenu très ami avec le Danois, Allan Olesen, qu'il revoit régulièrement.
- Lors de la saison 1997-1998, il a été sélectionné par le magazine France Football comme l'un des joueurs éligibles pour l'équipe de l'année. Cependant, il ne sera pas dans le onze de départ.(voir lien)
- Il est le tout premier joueur de l'histoire du football à bénéficier de l'arrêt Bosman, lors de son transfert à Liverpool en janvier 1997. (voir lien)
- Il est marié et père d'un petit Oskar.
- Surnommé The 24 hour pro athlete pour son professionnalisme tout au long de sa carrière.